# Pyrausta thibetalis
Pyrausta thibetalis là một loài bướm đêm trong họ Crambidae.